# Amaechi Morton
Amaechi Morton (ur. 30 października 1989) – reprezentujący Stany Zjednoczone nigeryjski lekkoatleta, płotkarz i sprinter.
Od 24 czerwca 2012 reprezentuje USA, od 22 sierpnia 2012 może reprezentować ten kraj w międzynarodowych zawodach.

## Osiągnięcia
| Rok  | Impreza                    | Miejsce    | Konkurencja                     | Lokata               | Wynik   |
| ---- | -------------------------- | ---------- | ------------------------------- | -------------------- | ------- |
| 2009 | Mistrzostwa świata         | Berlin     | sztafeta 4 x 400 metrów         | 8. miejsce           | 3:02,73 |
| 2012 | Mistrzostwa Afryki         | Porto-Novo | bieg na 400 metrów przez płotki | 1. miejsce           | 49,32   |
| 2012 | Mistrzostwa Afryki         | Porto-Novo | sztafeta 4 x 400 metrów         | 1. miejsce           | 3:02,39 |
| 2012 | Igrzyska olimpijskie       | Londyn     | bieg na 400 metrów przez płotki | półfinał             | DSQ     |
| 2014 | Halowe mistrzostwa świata  | Sopot      | sztafeta 4 x 400 metrów         | eliminacje           | 3:07,95 |
| 2014 | IAAF World Relays          | Nassau     | sztafeta 4 x 400 metrów         | 4. miejsce (Finał B) | 3:04,48 |
| 2014 | Igrzyska Wspólnoty Narodów | Glasgow    | bieg na 400 metrów przez płotki | 5. miejsce           | 49,65   |
| 2014 | Igrzyska Wspólnoty Narodów | Glasgow    | sztafeta 4 x 400 metrów         | 7. miejsce           | 3:04,86 |
| 2014 | Mistrzostwa Afryki         | Marrakesz  | bieg na 400 metrów przez płotki | 2. miejsce           | 48,92   |
| 2014 | Mistrzostwa Afryki         | Marrakesz  | sztafeta 4 × 400 metrów         | 2. miejsce           | 3:03,09 |
| 2014 | Puchar interkontynentalny  | Marrakesz  | bieg na 400 metrów przez płotki | 5. miejsce           | 49,65   |

Złoty medalista mistrzostw Nigerii oraz mistrzostw NCAA.

## Rekordy życiowe
- bieg na 400 metrów – 46,10 (2009)
- bieg na 400 metrów (hala) – 46,23 (2011)
- bieg na 400 metrów przez płotki – 48,79 (2012)

8 marca 2014 nigeryjska sztafeta 4 × 400 metrów z Mortonem w składzie ustanowiła czasem 3:07,95 aktualny halowy rekord Afryki w tej konkurencji.